# Кернанстаун
Кернанстаун (англ. Kernanstown; ирл. Baile Uí Chiarnáin) — деревня в Ирландии, находится в графстве Карлоу (провинция Ленстер).

## Демография
Население — 230 человек (по переписи 2006 года). В 2002 году население составляло 244 человек.
Данные переписи 2006 года:
| Общие демографические показатели |               |                               |                               |      |      |
| Всё население                    | Всё население | Изменения населения 2002—2006 | Изменения населения 2002—2006 | 2006 | 2006 |
| 2002                             | 2006          | чел.                          | %                             | муж. | жен. |
| 244                              | 230           | −14                           | −5,7                          | 110  | 120  |